# Лачи, Казим
Казим Лачи (алб. Qazim Laçi; род. 19 января 1996, Пешкопия) — албанский футболист, полузащитник чешского клуба «Спарта» и сборной Албании. Участник чемпионата Европы 2024.

## Клубная карьера
Лачи — воспитанник греческого клуба «Олимпиакос». В первом сезоне новосозданной Юношеской Лиги УЕФА принял участие в групповом этапе, сыграл в матчах против юношеских команд ПСЖ, «Андерлехта» и «Бенфики». В следующем сезоне Юношеской Лиги УЕФА 2014/15 стал игроком основного состава, сыграв в матчах против «Атлетико Мадрид», «Мальмё» и «Ювентуса» и «Шахтёра». В двух матчах против «Мальмё» и «Ювентуса» отметился голами. 3 февраля 2016 года в матче Кубка Греции «Астерас» он дебютировал в основном составе греческого клуба.
В июне 2016 года на правах аренды перешёл в АПОЭЛ. В январе 2017 года аренда была прекращена, Лачи вернулся в расположение «Олимпиакоса», не проведя за клуб ни одного матча. 8 января был арендован «Левадиакос» до конца сезона. 14 января в поединке против «Верия» Лачи дебютировал за новый клуб.
Летом 2017 года на правах аренды перешёл во французский «Аяччо». 4 августа в матче против «Бреста» Казим дебютировал во французской Лиге 2. 18 августа в поединке против «Парижа» он забил первый гол за новый клуб.
В 2022 году стал игроком чешского клуба «Спарта» из Праги. 12 февраля 2023 года в матче против «Богемианс 1905» он дебютировал в чешской Фортуна-лиге. 30 сентября в поединке против «Виктории Плзень» Лачи дебютировал в составе чешского клуба.

## Международная карьера
7 сентября 2020 года в матче Лиги Наций УЕФА против сборной Литвы дебютировал в составе национальной сборной Албании. 8 сентября 2021 года в поединке против сборной Сан-Марино он забил первый гол за сборную.
| Матчи Лачи за сборную Албании | Матчи Лачи за сборную Албании | Матчи Лачи за сборную Албании | Матчи Лачи за сборную Албании | Матчи Лачи за сборную Албании | Матчи Лачи за сборную Албании |
| ----------------------------- | ----------------------------- | ----------------------------- | ----------------------------- | ----------------------------- | ----------------------------- |
| №                             | Дата                          | Соперник                      | Счёт                          | Голы                          | Соревнование                  |
| 1                             | 7 сентября 2020               | Литва                         | 0:1                           | —                             | Лига наций УЕФА               |
| 2                             | 11 октября 2020               | Казахстан                     | 0:0                           | —                             | Лига наций УЕФА               |
| 3                             | 14 октября 2020               | Литва                         | 0:0                           | —                             | Лига наций УЕФА               |
| 4                             | 11 ноября 2020                | Косово                        | 2:1                           | —                             | товарищеский матч             |
| 5                             | 18 ноября 2020                | Беларусь                      | 3:2                           | —                             | Лига наций УЕФА               |
| 6                             | 25 марта 2021                 | Андорра                       | 1:0                           | —                             | отбор на ЧМ 2022              |
| 7                             | 28 марта 2021                 | Англия                        | 0:2                           | —                             | отбор на ЧМ 2022              |
| 8                             | 31 марта 2021                 | Сан-Марино                    | 2:0                           | —                             | отбор на ЧМ 2022              |